# Le Grand Mix
Le Grand Mix est une salle de concert française située à Tourcoing, dans le département du Nord en région Hauts-de-France.

## Présentation
Installé dans les locaux d'un ancien cercle catholique, le cercle Notre-Dame, le Grand Mix a ouvert ses portes en 1997. Il est géré par l'association La Passerelle, et est labellisé Scène de musiques actuelles par le Ministère de la culture,.

## Programmation
Le Grand Mix accueille entre 70 et 90 concerts par an, dans toutes les esthétiques qu'englobe le terme "musiques actuelles" : Chanson, pop, rock, folk, hip-hop, musiques électroniques. Sa capacité d'accueil de 650 personnes et sa localisation au carrefour de l'Europe et de plusieurs capitales européennes (Paris, Bruxelles, Londres, Amsterdam) sont autant d'atouts pour qu'y fassent étape les plus grandes tournées d'artistes européens ou américains.
Parmi les artistes qui ont joué au Grand Mix il convient de citer : Plasticines, The XX, Bon Iver, Dionysos, Eels, Editors, Metronomy, Sebadoh, Devendra Banhart, Rohff, Cocorosie, Grandaddy, Feist, Yo La Tengo, The Kills, Hot Chip, SBTRKT, M83, Sinclair, Interpol, Animal Collective, K'Naan, Philippe Katerine, Femi Kuti, Diam's, Broadcast, Amadou et Mariam, Raggasonic, Dolly, Blankass, Benabar,  Marcel et son Orchestre, Skip the Use, Dionysos, Disiz, AaRon,  Eiffel, M, Curry & Coco , Tame Impala...

## Actions culturelles
Le Grand Mix développe également de nombreux projets d'action culturelle en direction d'une population éloignée des pratiques culturelles. Il est par exemple l'initiateur d'une chorale composée de personnes de plus de 50 ans, la Grand Mix Academy seniors qui explore un répertoire actuel composé de morceaux des Beastie Boys, des Ramones, de Philippe Katerine, de MGMT et bien d'autres...

## Résidences d'artistes
C'est également un lieu de travail pour les répétitions ou les résidences d'artistes régionaux ou nationaux : Florent Marchet ou encore Bertrand Belin notamment y ont travaillé leurs spectacles avant de partir en tournée.

## Relations internationales
Par sa situation géographique, à proximité de la frontière belge, le Grand Mix rayonne internationalement et s'est inscrit très tôt dans des projets de coopération européenne grâce au programme transfrontalier Interreg. Les projets ont porté sur la mobilité des public, la circulation et la professionnalisation des artistes, l'échange d'expériences sur l'action culturelle. Depuis 2016 le Grand Mix mène le projet DEMO, orienté vers le développement durable dans le champ des musiques actuelles.